# Taiwanhund
Der Taiwanhund ist eine von der FCI anerkannte Hunderasse aus Taiwan (Nr. 348, Gruppe 5, Sektion 7). Der Taiwan-Hund (chinesisch:台灣 犬) ist eine kleine bis mittelgroße Hunderasse, die in Taiwan heimisch ist. Diese Hunde sind auch als Formosan Mountain Dog, Taiwanese Canis, Taiwanese Native Dog (台灣 土狗) oder Takasago Dog (高 砂 犬) bekannt.

## Herkunft und Geschichtliches
Eine Studie über auf Taiwan lebende Hunde zeigte 1980, dass es auf der Insel noch eine der Wissenschaft nicht bekannte Hunderasse gab, die im Folgenden den Pariahunden zugeordnet wurde. Der Hund ist seit alters her hier beheimatet und diente der Urbevölkerung als Jagdhund. Die Rasse wurde von der FCI 2004 provisorisch anerkannt, 2015 erfolgte die Anerkennung.

## Beschreibung
Der Taiwanhund ist ein typischer Vertreter der Pariahunde, mit dreieckigem Kopf, mittelgroß und sichelförmiger Rute. Bei einem Gewicht von bis 16 kg sollte er eine Körpergröße von höchstens 53 cm erreichen. Sein Haar ist fest anliegend, dabei kurz und hart, in vielen Farben wie Schwarz, Gestromt, Falb, Weiß, Weiß und Schwarz, Weiß und Falb, Weiß und Gestromt.